# CTV Television Network
«CTV Television Network» — канадский телеканал, владелецем телеканала является «Bell Media». Начал вещание 1 октября 1961 года.

## История
Джон Бассетт выразил заинтересованность в создании «второй телевизионной сети» в Канаде. В июле 1960 формируется Организация независимого телевидения, состоящий из восьми новых частных станций.
Новая сеть под названием «CTV Television Network» начала работать 1 октября 1961 году. 
Первая ночь в эфире началась с рекламного документального фильма Харри Раски о новой сети.

## Программирование

### Комедия
- «Spun Out[англ.]»

### Драмы
- «В надежде на спасение» (англ. Saving Hope, с 7 июня 2012 года)
- «Мотив» (англ. Motive, с 3 февраля 2013 года)

### Разнообразие
- «The Amazing Race Canada[англ.]»
- «MasterChef Canada[англ.]»

### День
- «The Marilyn Denis Show[англ.]»
- «The Social[англ.]»

### Новости
- «Canada AM[англ.]»
- «CTV Morning Live[англ.]»
- «CTV News»
- «etalk[англ.]»
- «Fashion Television[англ.]»
- «Question Period[англ.]»
- «W5[англ.]»